# Franziska Dannheim
Franziska Dannheim (* 12. Juni 1970 in Tübingen) ist eine deutsche Sängerin (Sopran) und Autorin.

## Leben
Franziska Dannheim ist in Stuttgart-Bad Cannstatt aufgewachsen und lebt seit 1993 in Essen. Sie ist mit dem Schauspieler Felix Vörtler verheiratet und hat drei Söhne.

## Künstlerische Erfolge
Dannheim ist Sopranistin  und absolvierte ihre Gesangsausbildung bei Yukako Kinoya (Stuttgart) und Anita Salta (Essen). Neben Gastspielen in Berlin, Wien und Japan sang sie 1997 in der Neuen Ruhrphilharmonie in Bottrop die Titelpartie in der deutschen Erstaufführung der Tango Operita María de Buenos Aires. 1998 trat sie als Sängerin der Tangoformation Primavera del Tango bei, der sie bis 2010 angehörte.
2000 gründete Franziska Dannheim gemeinsam mit Carmela De Feo das Tango-Comedy-Duo „Coco-lorez“ (Akkordeon und Gesang). Seit 2002 tritt sie mit ihrem Liederabend Mariengrüße auf. Im Jahr 2007 entwickelte sie mit der Pianistin Jeong-Min Kim die Reihe „Oper légère – eine Stimme · ein Piano · eine Oper“. Von diesem Opernabend gibt es derzeit die elf Produktionen „Don Giovanni“, „Hoffmanns Erzählungen“, „Der Freischütz“  „Carmen“, „Tannhäuser“, „La traviata“, „Der Barbier von Sevilla“, „Die Fledermaus“, „Die Zauberflöte“, Romeo & Julia und „Fideleonore“. Im Jahre 2011 präsentierte sie mit Jeong-Min Kim Robert Schumanns Zyklus „Dichterliebe“, im Jahr 2014 folgte ein weiteres Liederprogramm in gleicher Besetzung zu Mozarts Werk.
2011 entwickelte sie das Programm Que sera – die famose Welt der Doris Day eine Hommage an Doris Day. Im selben Jahr veröffentlichte sie ihren ersten Gedichtband Lemonarien mit musikalischem  Rahmenprogramm, sie prägte den Format-Begriff LeSong für Lesung mit Musik. 2012 gründete sie Franza & die Lemonairs, ein Singer/Songwriter-Projekt mit Jazz-Trio.
2014 veröffentlichte sie das Drama Akte 7 – Anatomie des Übels ebenfalls mit musikalischem Rahmenprogramm. Seit 2016 lädt sie regelmäßig mit dem Gitarristen Carsten Linck mit dem Programm Es tönen die Lieder zum Mitsingen-Konzert ein.
2017 veröffentlichte sie ihren ersten Roman Minas Sommer, zu dem sie den Soundtrack schrieb, der auf CD dem Buch beiliegt. 2018 entwickelte sie ein Erzählformat mit europäischen Märchen für Kinder ab 3 Jahren mit musikalischem Rahmenprogramm.
2019 entwickelte sie mit dem Kölner Tango-Ensemble Tango Fuego ein musikalisch-literarisches Programm.

## Auszeichnungen
- 2002: Bochumer Kleinkunstpreis

## Diskografie
- 2000 – Yo soy Maria
- 2001 – Coco-lorez
- 2002 – Machos y Muchachos; Mariengrüße
- 2003 – Alevare por Astor
- 2006 – Nummero 4
- 2010 – Oper légère – Favoriten
- 2014  – Mozartiade

## Werke
- Lemonarien, Gedichte (mit Bildern von Katharina Lökenhoff), kawe8 Verlag, Ulm 2011, ISBN 978-3-9810137-4-0
- Akte 7 – Anatomie des Übels, Drama, chiliverlag, ISBN 3-943292-19-3
- Minas Sommer – eine Etüde in Leichtsinn, Roman mit Musik auf CD, Nova MD, ISBN 3-96111-163-4